# Octon (Francja)
Octon – miejscowość i gmina we Francji, w regionie Oksytania, w departamencie Hérault.
Według danych na rok 1990 gminę zamieszkiwało 350 osób, a gęstość zaludnienia wynosiła 16 osób/km² (wśród 1545 gmin Langwedocji-Roussillon Octon plasuje się na 595 miejscu pod względem liczby ludności, natomiast pod względem powierzchni na miejscu 336).

## Bibliografia

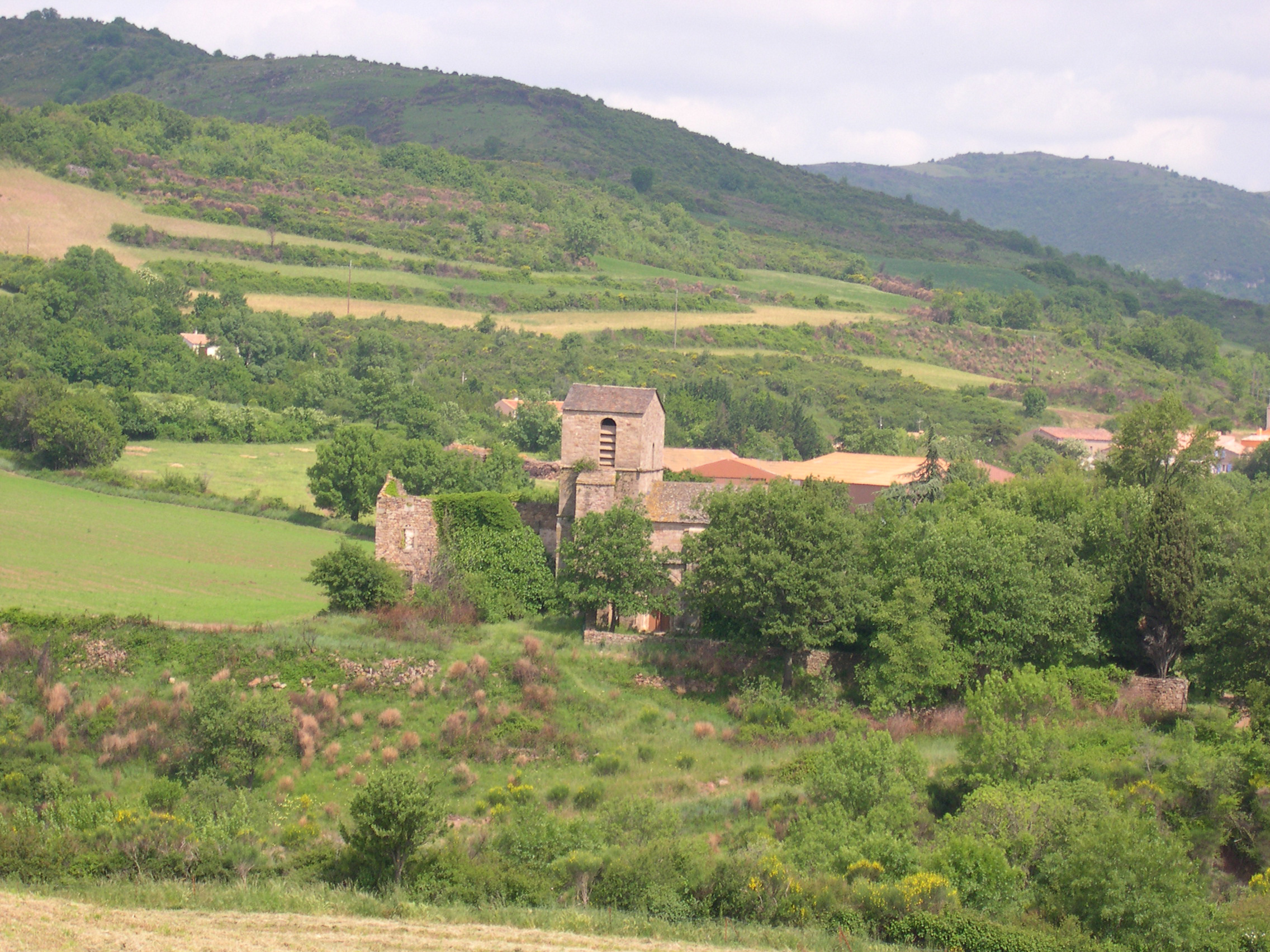
Romański kościół z XII wieku
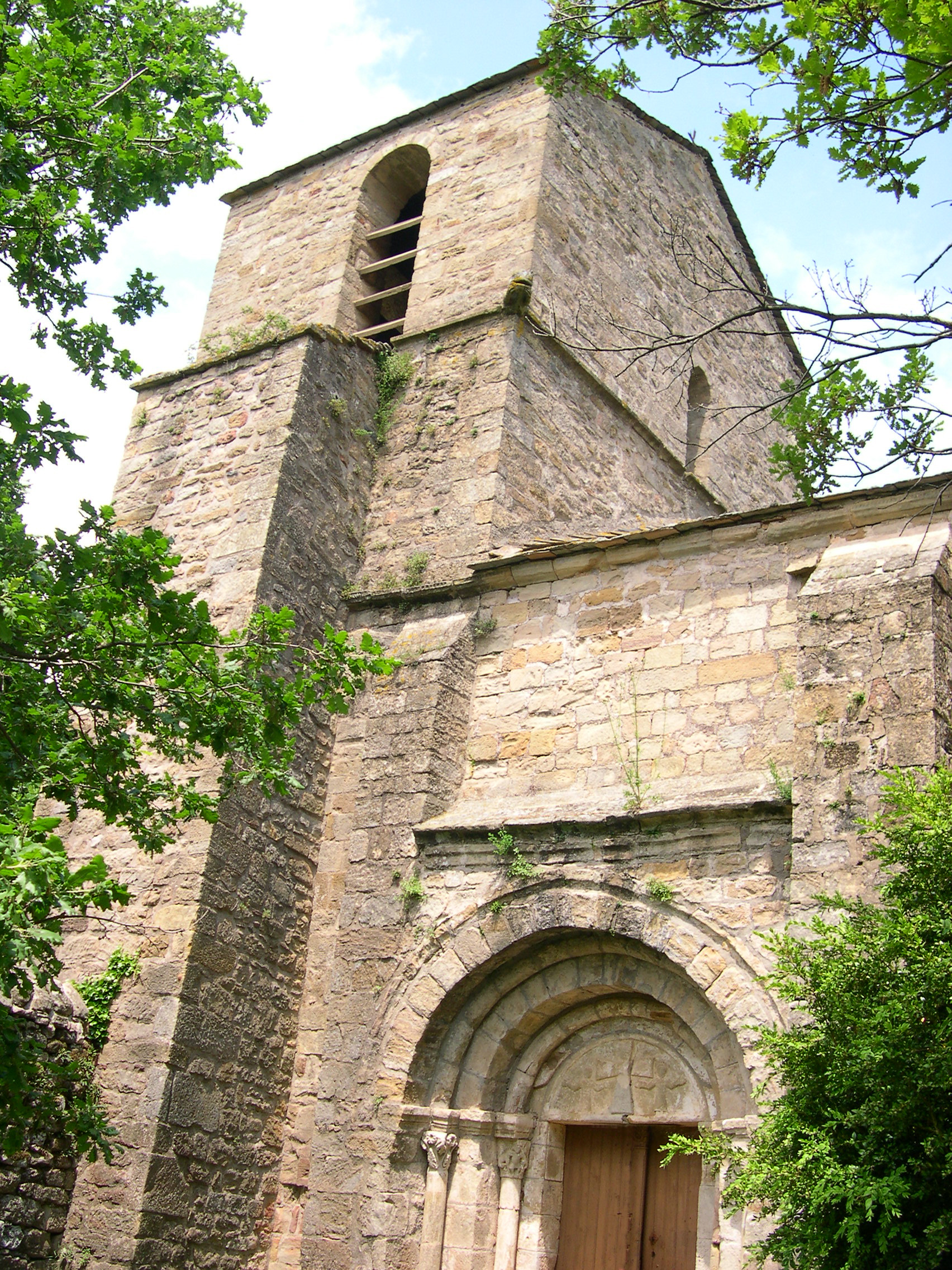
Wejście do kościoła
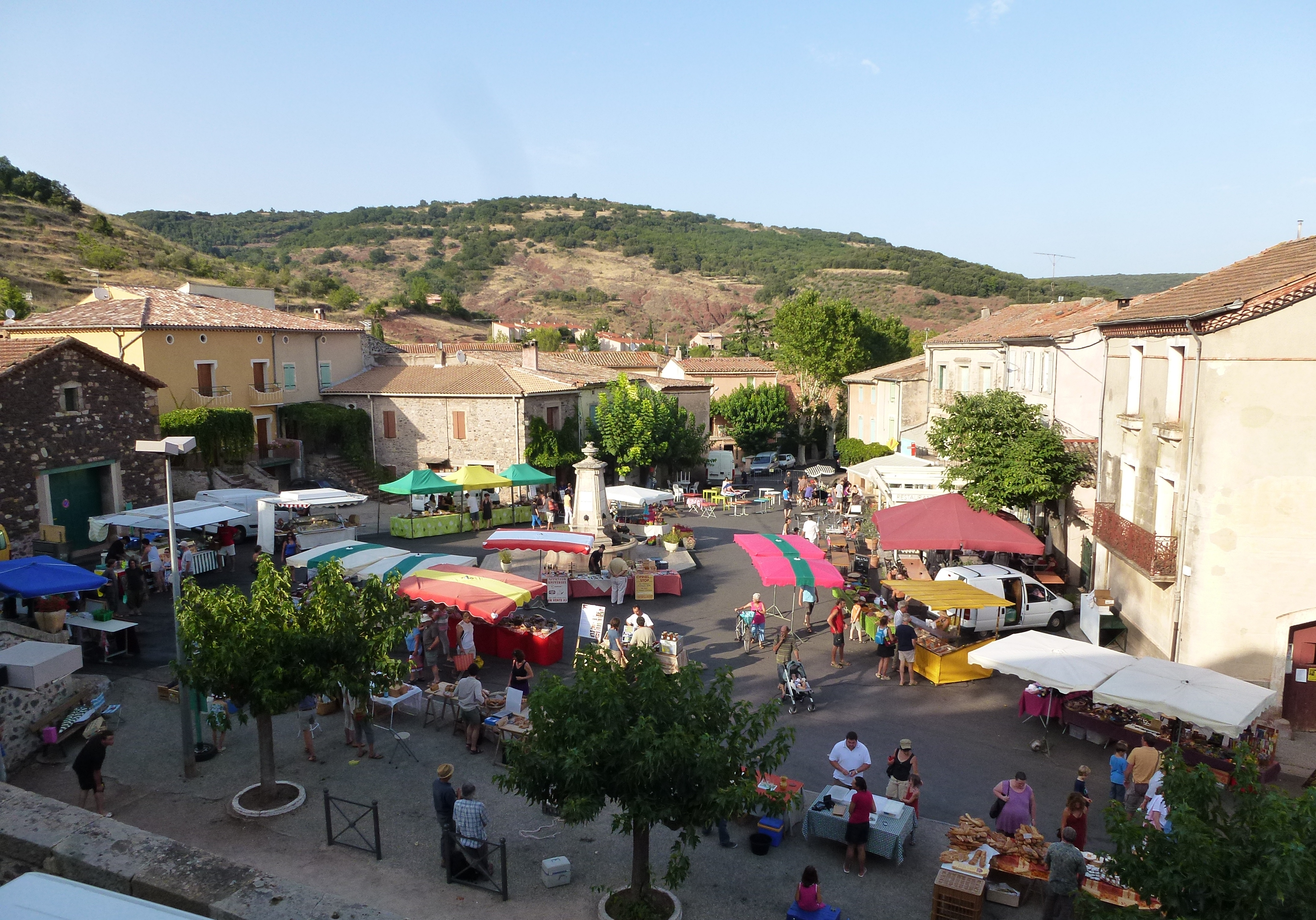
Rynek